# Скворцівське нафтогазоконденсатне родовище
Скворцівське нафтогазоконденсатне родовище — належить до Північного борту нафтогазоносного району Східного нафтогазоносного регіону України.

## Опис
Розташоване в Харківській області на відстані 16 км від м. Богодухів.
Знаходиться в центральній частині північному борту Дніпровсько-Донецької западини.
Структура виявлена в 1983-88 рр. Родовище пов'язане з низкою блоків та невеликих піднять (Киянівське, Західно-Скворцівське, Скворцівське) північно-західного простягання, ускладнених системою тектонічних порушень. У відкладах нижнього карбону півд.-зах. крила структур пологі та протяжні, півн.-сх. — короткі та порушені незгідним скидом. Мезокайнозойські утворення залягають моноклінально.
Перший промисловий приплив газу та конденсату отримано з відкладів верхнього візе з інт. 2994-3036 м у 1992 р.
Поклади пластові, склепінчасті, тектонічно екрановані. Колектори — пісковики. Режим нафтового Покладу — розчиненого газу, газоконденсатного — газовий.
Експлуатується з 1993 р. Запаси початкові видобувні категорій А+В+С1: нафти — 440 тис. т; газу — 560 млн. м³; конденсату — 43 тис. т. Густина дегазованої нафти 840 кг/м³.